# 山东工艺美术学院

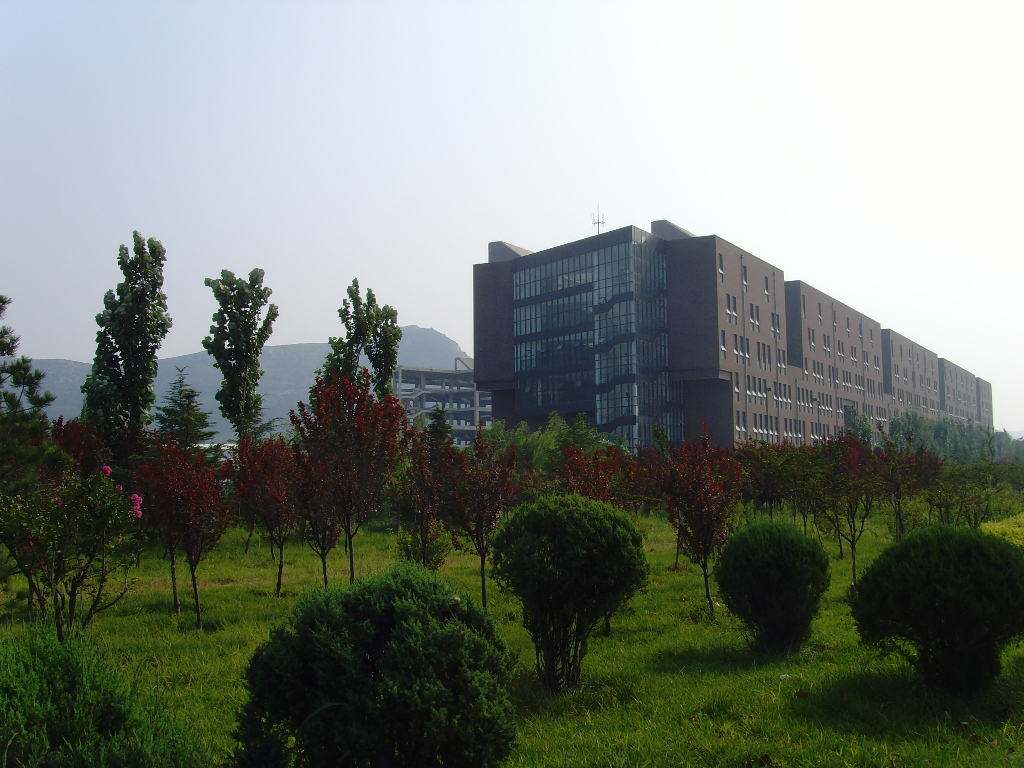
山东工艺美术学院长清校区外景

山东工艺美术学院，简称山工美，是一所位于山东省济南市的艺术类高等院校，是目前中国独立建制的31所普通高等艺术院校之一。学校创建于1973年，由济南市第二轻工业局（二轻局）管理的济南市工艺美术技工学校改名而成。目前学校拥有千佛山校区和长清校区两个校区，千佛山校区位于济南市市区，长清校区位于济南市长清大学科技园。

## 学校概况
- 1973年6月，创建济南市工艺美术技工学校。
- 1977年9月，更名山东省工艺美术学校。
- 1982年9月，并入山东轻工业学院，作为工艺美术分院。
- 1992年4月，自山东轻工业学院工艺美术分院再次分出，改建山东工艺美术学院。[3]

## 院系设置
视觉传达设计学院、建筑与景观设计学院、工业设计学院、服装学院、造型艺术学院、现代手工艺术学院、数字艺术与传媒学院、人文艺术学院、应用设计学院、继续教育学院和公共课教学部。